# 167 (число)
167 (Сто шістдеся́т сім) — натуральне число між 166 та 168.

## У математиці
- 39-е просте число
- щасливе число

## В інших галузях
- 167 рік, 167 до н. е.
- NGC 167 — спіральна галактика з перемичкою (SBc) в сузір'ї Кит.